# Løvenørn
Løvenørn var en dansk adelsslægt tilhørende sværd- og lavadelen. Slægten er uddød.

## Våben
Skjoldet delt af guld og rødt ved et nedadvendt sværd, i 1. felt en mod venstre vendt oprejst blå løve, holdende sværdet, i 2. en kronet guld dobbeltørn, på den kronede hjelm en otteoddet guld stjerne mellem, to jernklædte arme, hver svingende en nedadvendt sabel.

## Historie
Slægtens stamfader, general Poul Vendelbo Løvenørn, blev ved patent af 14. januar 1711 optaget i adelsstanden med ovennævnte våben.
Hans søn, konferensråd Frederik de Løvenørn (1715-1779), var fader til den ugifte generaladjutant og premiermajor Ditlev Løvenørn (1743-1788) og til kontreadmiral Poul de Løvenørn. Sidstnævntes søn, ministerresident ved de fri Hansestæder og generalkonsul i Hamborg, gehejmelegationsråd, kammerherre Frederik Ernst Vendelbo de Løvenørn (1798-1849), blev fader til slægtens sidste mand, gesandten Poul Ludvig Ernst de Løvenørn (1839-1922).
Som et vistnok ret enestående tilfælde kan anføres, at stamfaderen under to hundrede år kun hade 14 mandlige efterkommere, af hvilke endda kun 5 nåede den voksne alder.